# Rogério Ferrari
Rogério Ferrari (Ipiaú, estat de Bahia, Brasil, 1965) és un fotoperiodista brasiler.
Tot i tenir formació acadèmica en Antropologia a la Universitat Federal de Bahia, debuta en el sector periodístic treballant per a importants mitjans de comunicació nacionals (les revistes Veja i CartaCapital) com també internacionals (les revistes Acción de l'Argentina i El Tiempo de Mèxic), així com per les agències de notícies Reuters i Prensa Latina, de Cuba.
Des de 1986 fa reportatges fotogràfics al Brasil, i a diverses parts del món, que inclouen la resistència de pobles i moviments socials, entre ells: les Madres de Plaza de Mayo, Eco 92, la crisi dels balseros cubans, la intervenció de les Forces Armades a Rio de Janeiro; les dones maies de Mèxic i Guatemala, la revolta zapatista de Chiapas, els refugiats del Kurdistan o l'ocupació israeliana de Palestina.

## Exposicions
- Nicarágua Livre, a Salvador (Bahia) (1988)
- O Muro Desde o Fim, a Salvador, estat de São Paulo i Ilhéus (1990-1991)
- Veneza e Outras Máscaras, a Salvador, estat de São Paulo i Ilhéus (1991-1992)
- Verde Trem – Eco 92, a l'estat de Rio de Janeiro (1992)
- Coletiva – Salão Nacional de Fotografia, Salvador (1994)
- Salvador Daqui, Santiago de Cuba (1995)
- O Sonho Renasce das Montanhas – A Rebelião Zapatista, Salvador, Buenos Aires (1996-1997)
- Palestina - A Eloquência do Sangue, a Salvador, Porto Alegre, Florianópolis i Brasília (2005)

## Selecció de llibres publicats
- Palestine, existences-résistances (Le Passager Clandestin, 2008; pròleg de Dominique Vidal i text de Leila Khaled)[2]
- Sahraouis, existences-résistances (Le Passager Clandestin, 2010; pròleg d'Omar Ali Yara)
- Ciganos (Movimento Contínuo, 2011)